# Liste des rues d'Evere
Ci-dessous, la liste complète des rues d'Evere, commune belge située en région bruxelloise. La commune est traversée par 20,7 kilomètres de voiries régionales, 42 kilomètres de voiries à caractère intracommunal et 2 kilomètres de sentiers et chemins vicinaux.

## A

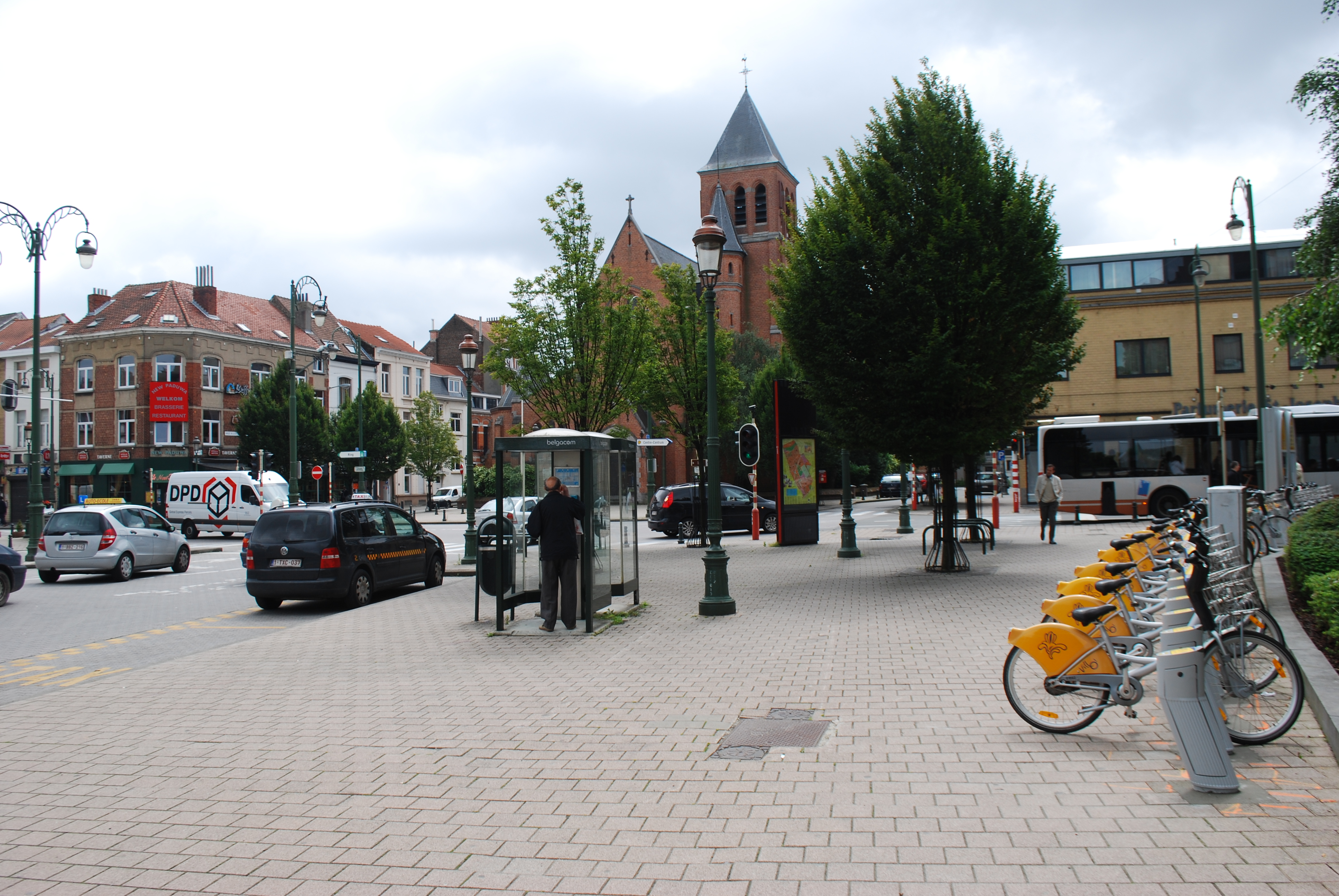
Carrefour de l'avenue des Anciens Combattants et de la chaussée de Louvain à la place Jean De Paduwa

- square de l'Accueil
- rue de l'Aéronef
- rue Pierre Alderson
- clos de l'Algarve
- avenue des Anciens Combattants
- avenue de l'Andalousie
- rue de l'Arbre Unique
- clos de l'Argilière
- avenue de l'Armet
- avenue Artémis

## B

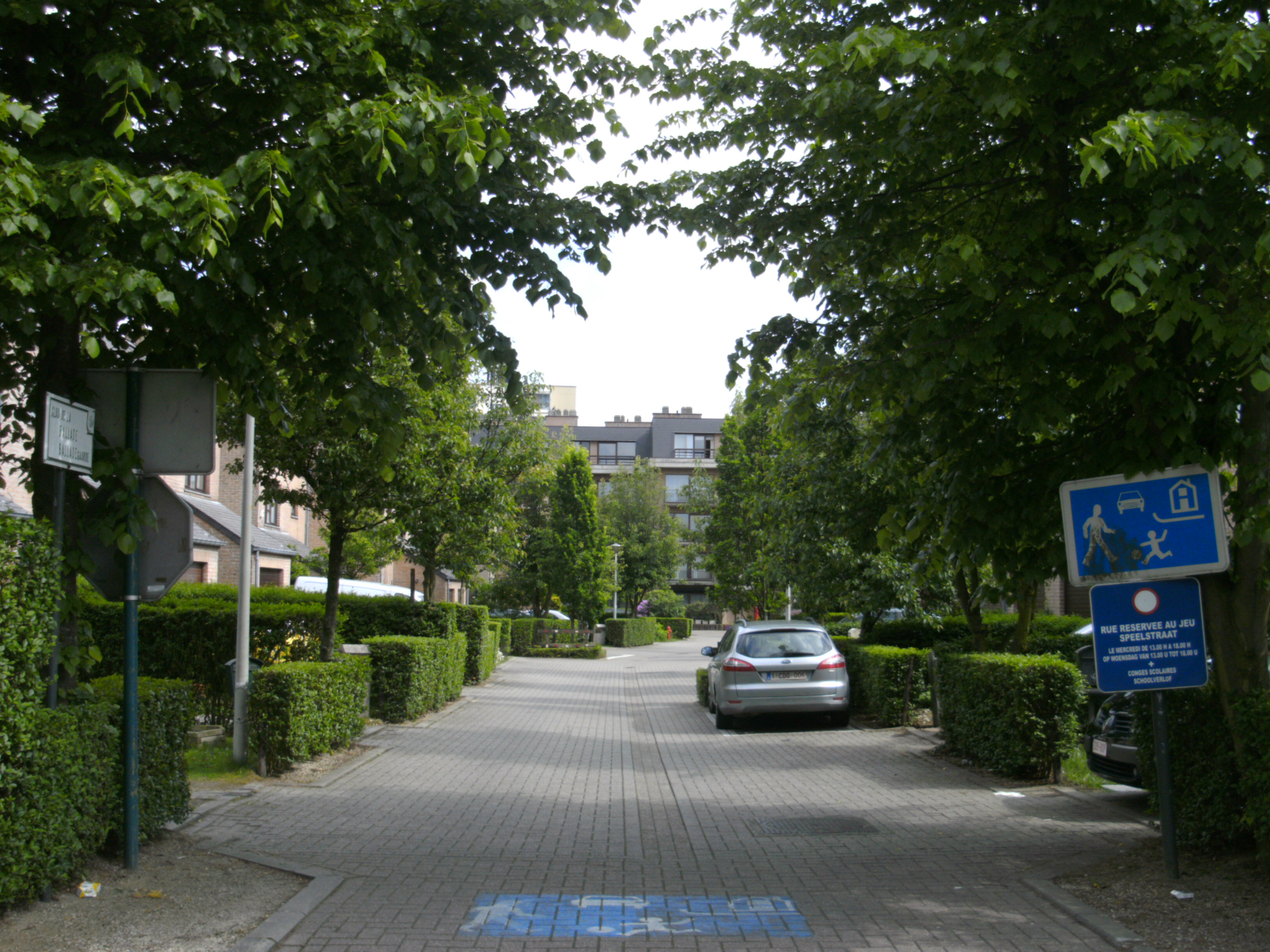
Le clos de la Ballade

- avenue de Bâle
- clos de la Ballade
- rue Jacques Ballings
- rue Jean-Baptiste Bauwens
- avenue de la Béatitude
- rue du Bon Pasteur
- avenue Jules Bordet (aussi Haren)
- avenue du Bourget (aussi Haren)
- clos des Briquetiers
- avenue Jean Brusselmans

## C
- rue Carli
- avenue Champ de repos
- rue des Champs
- rue du Château
- avenue de la Chevauchée
- avenue Cicéron
- avenue du Cimetière de Bruxelles

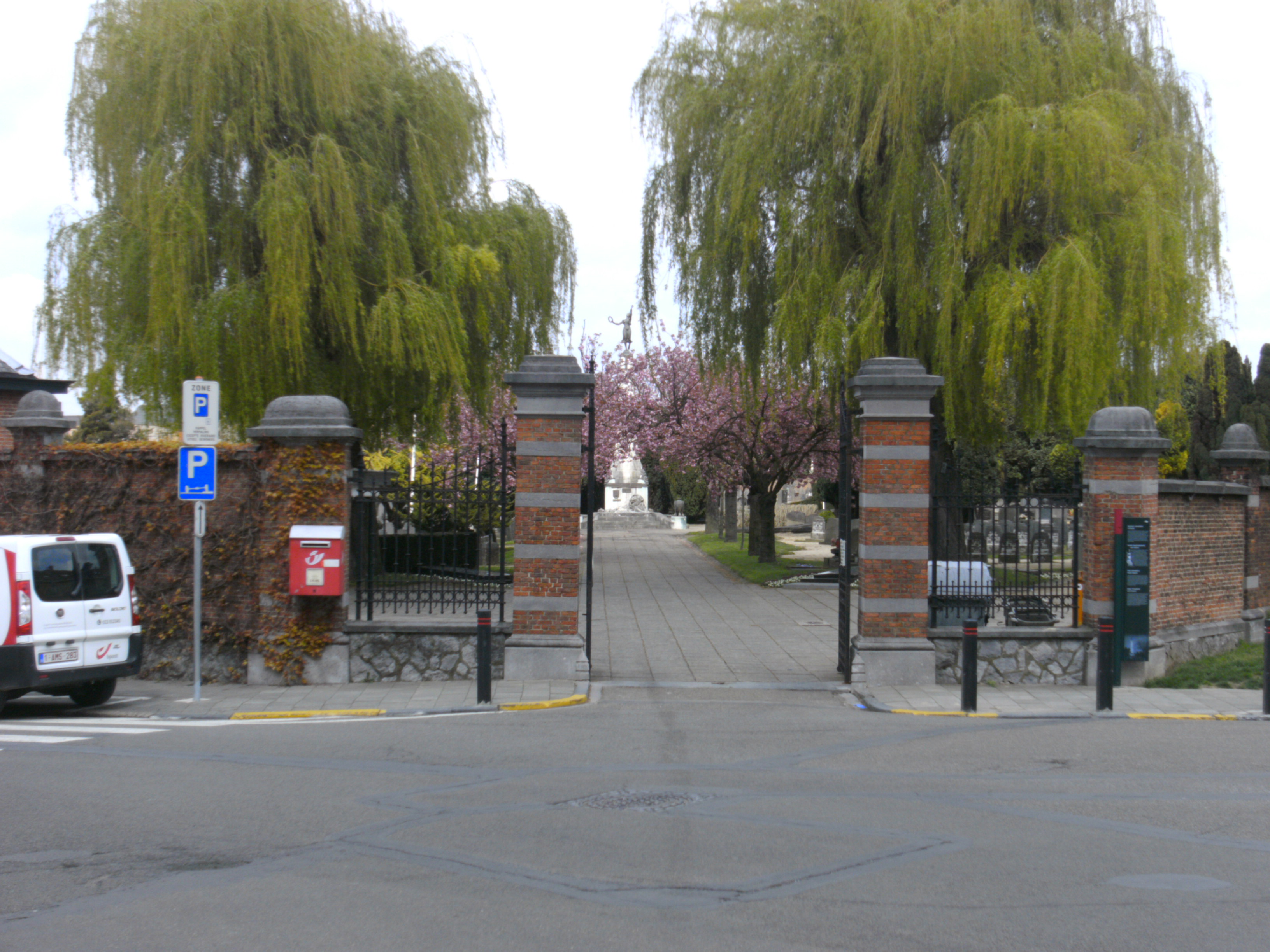
Entrée du vieux cimetière d'Evere à l'intersection de l'avenue Champ de repos et de la rue Saint-Vincent.

- rue Colonel Bourg (aussi Schaerbeek)
- avenue des Communautés (aussi Woluwé-Saint-Lambert)
- clos des Compagnons Bâtisseurs
- chemin du Connemara
- avenue Henri Conscience
- avenue Frans Courtens (aussi Schaerbeek)
- avenue de Croydon (aussi Haren)

## D

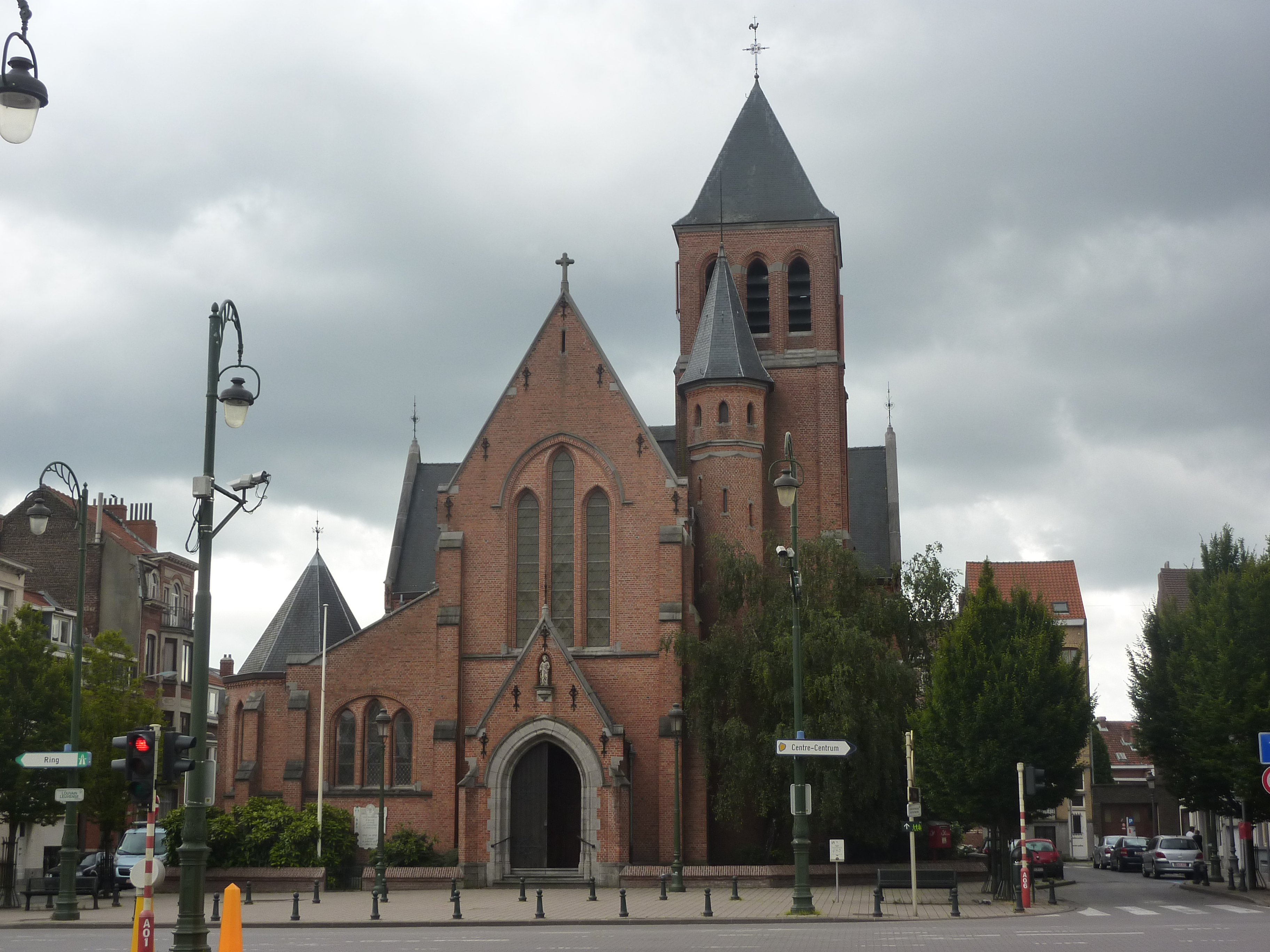
La place Jean De Paduwa et l'église Saint-Joseph

- rue Auguste De Boeck
- rue Adolphe De Brandt
- rue Jean-François De Craen
- rue Georges De Lombaerde
- place Jean De Paduwa
- rue Edgar Degas
- rue Édouard Deknoop
- rue Édouard Dekoster
- avenue des Désirs
- rue Jean-Baptist Desmeth
- avenue du Destrier
- rue des Deux Maisons
- clos des Diablotins
- rue du Dix-sept avril
- rue du Doolegt
- avenue Henry Dunant
- clos Pierre Dupont
- rue Pierre Dupont

## E
- avenue de l'Écu
- rue d'Evere (aussi Région flamande)
- avenue de l'Expressionnisme

## F
- avenue du Fléau d'Armes
- rue Fonson
- place de la Forêt Noire
- avenue du Four à Briques
- avenue du Frioul
- chemin de la Frise
- rue de la Fusée (aussi Haren)

## G
- chemin du Gastendelle
- rue Paul Gauguin
- rue de Genève (aussi Schaerbeek)

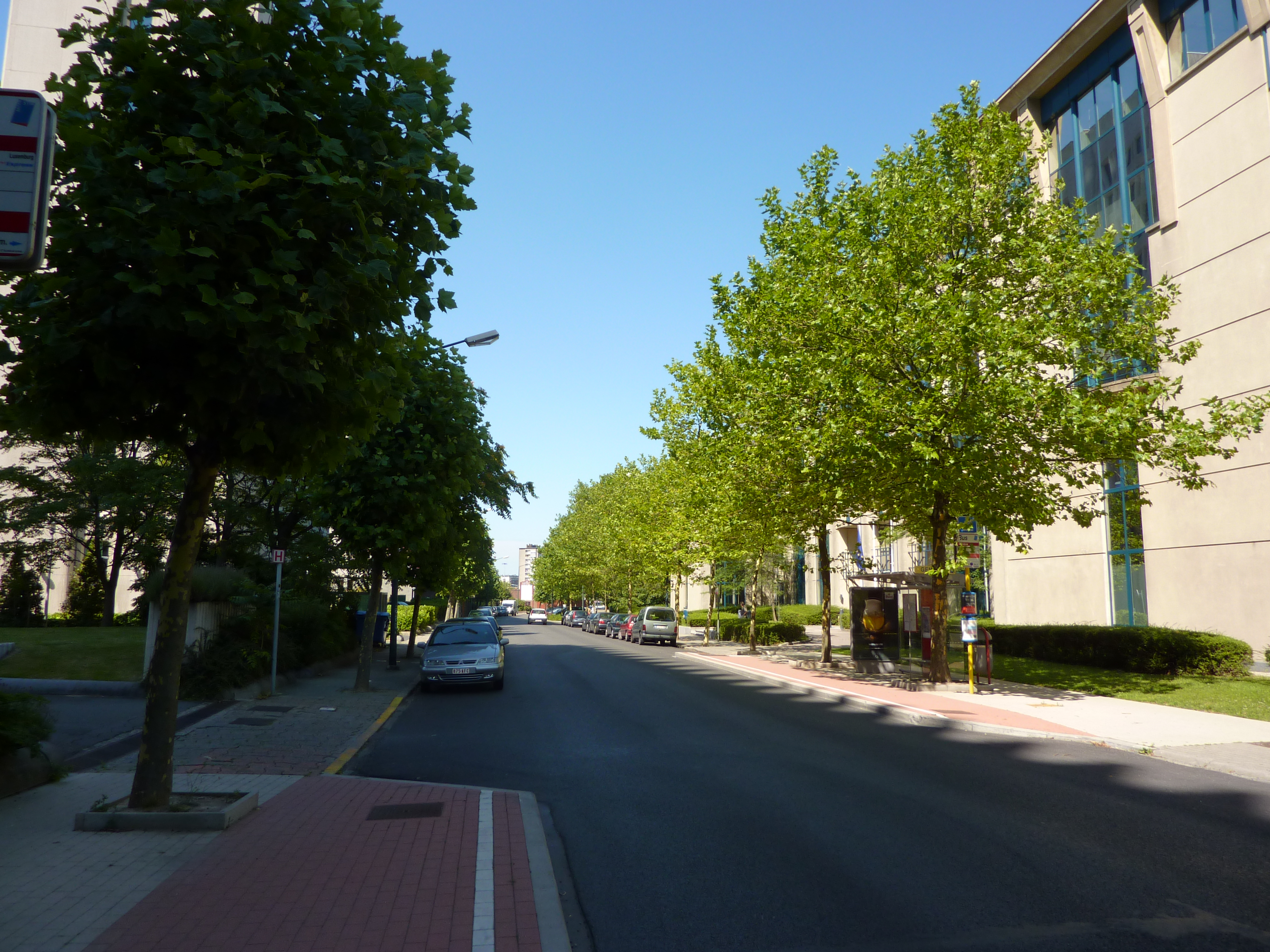
La rue de Genève

- avenue du Gibet (aussi Woluwé-Saint-Lambert)
- avenue du Golf
- avenue Léon Grosjean (aussi Woluwé-Saint-Lambert)
- avenue Franz Guillaume

## H

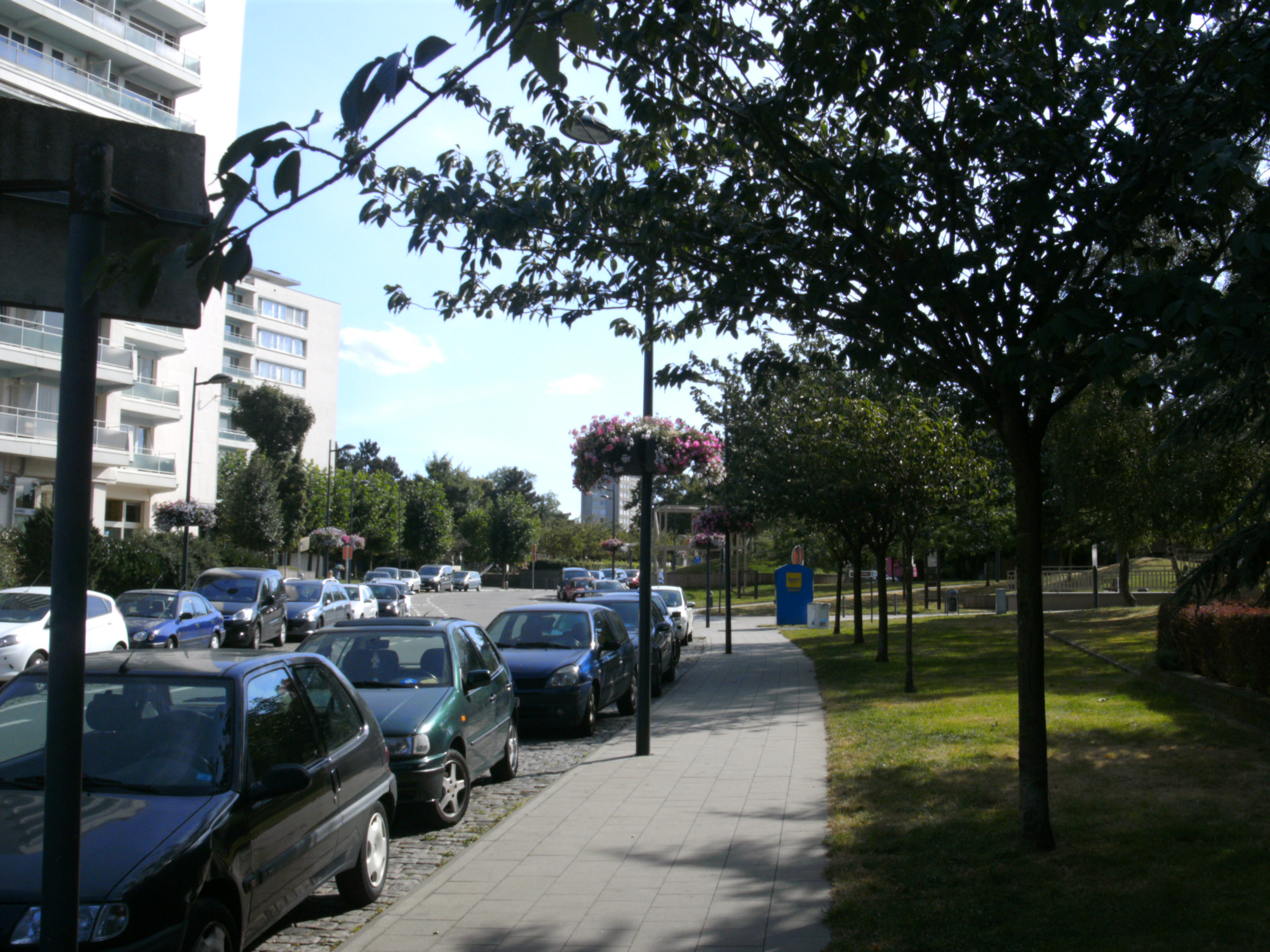
Le square Servaes Houdemaekers

- chaussée de Haecht (aussi Saint-Josse-ten-Noode, Schaerbeek et Haren)
- avenue de la Hallebarde
- Harenweg
- avenue du Hamois
- square Pierre Hauwaerts
- Hertogswegel
- square Servaes Hoedemaekers
- rue Jacques Houtmeyers
- Houtweg (aussi  Haren)

## I
- avenue de l'Impressionnisme
- passage Martin Idier

## K
- rue du Kent
- rue Godefroid Kurth

## L
- avenue de la Lance
- allées du Languedoc
- clos des Lauriers Roses
- rue Leekaerts
- rue Fernand Léger
- rue Frans Léon

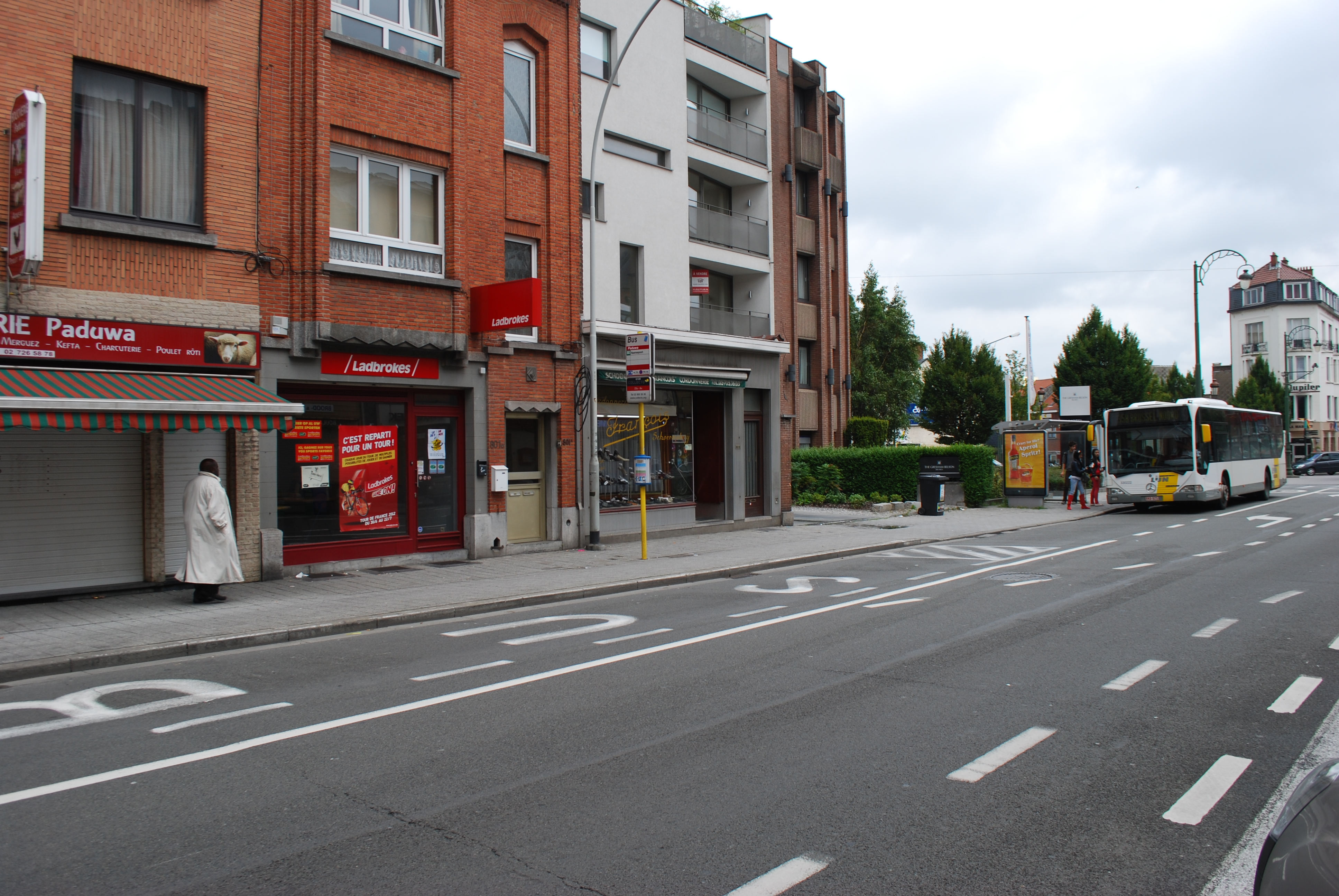
La chaussée de Louvain près de la place Jean De Paduwa

- boulevard Léopold III (aussi Schaerbeek et Haren)
- avenue des Loisirs
- chaussée de Louvain (aussi Saint-Josse-ten-Noode, Schaerbeek, Woluwe-Saint-Lambert et Région flamande)

## M
- rue René Magritte
- Mail de la Haquenée
- rue du Maquis
- rue de la Marne
- avenue Henri Matisse
- rue Pierre Mattheussens

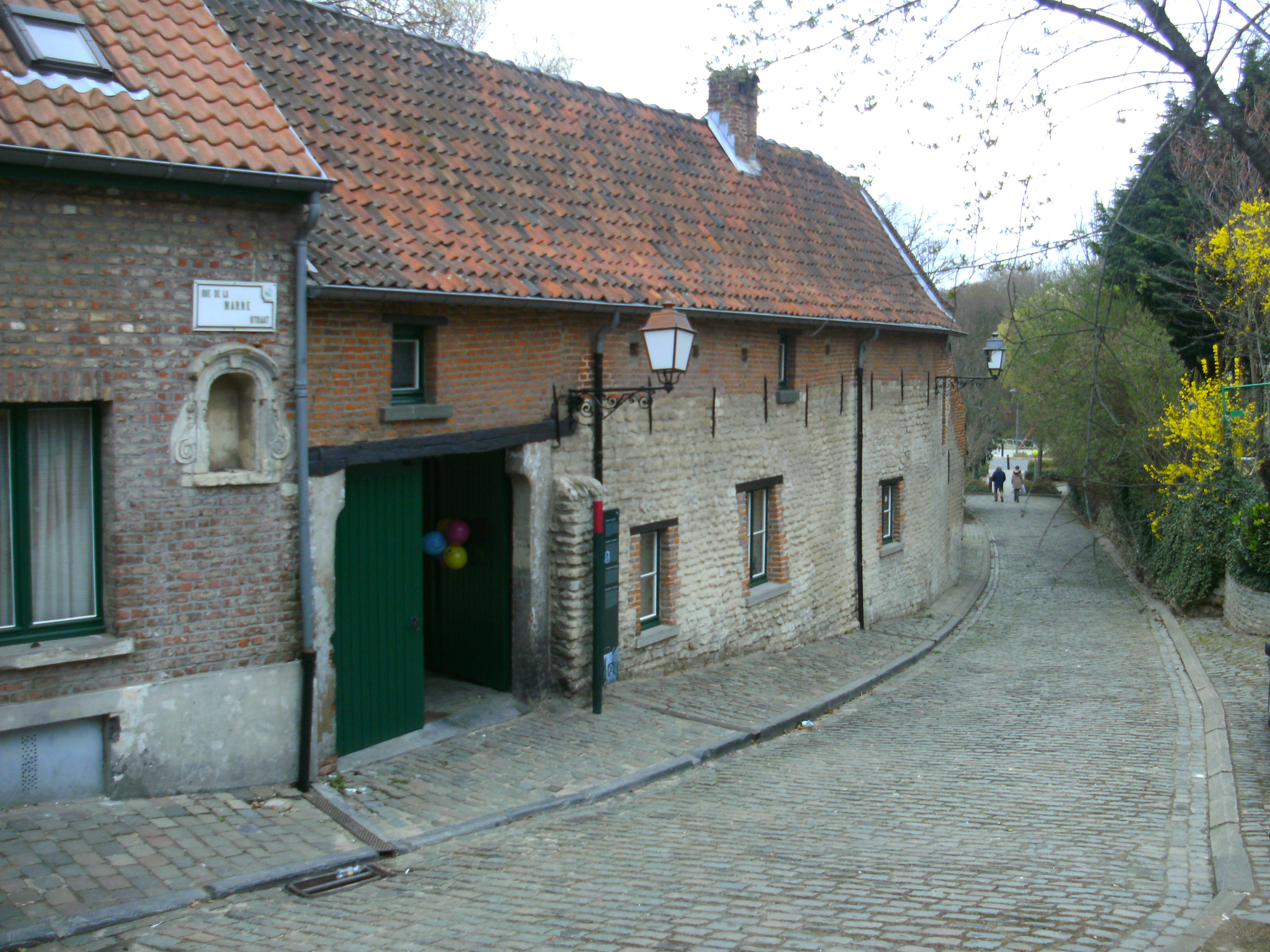
La rue de la Marne et la fermette
't Hoeveke

- avenue Léonard Mommaerts (aussi Schaerbeek)
- rue Jean-Baptiste Mosselmans
- rue du Moulin à Vent

## N
- rue Gustave Norga
- avenue Notre-Dame

## O
- clos de l'Oasis
- avenue des Olympiades
- avenue de l'Optimisme
- avenue Oud Kapelleke

## P
- place de la Paix
- allée de la Parade
- rue de Paris
- clos de la Pastourelle
- rue du Péloponnèse
- avenue du Pennon
- avenue du Pentathlon
- rue Frans Pepermans
- rue de la Perche
- rue Père Damien
- avenue Constant Permeke
- clos de la Petite Suisse
- rue de Picardie
- avenue Louis Piérard
- rue Plaine d'Aviation
- rue du Planeur (aussi Haren)
- avenue Platon
- allées de Provence

## Q
- avenue de la Quiétude

## R
- rue Auguste Renoir
- avenue du Renouveau
- rue de la Résistance

## S

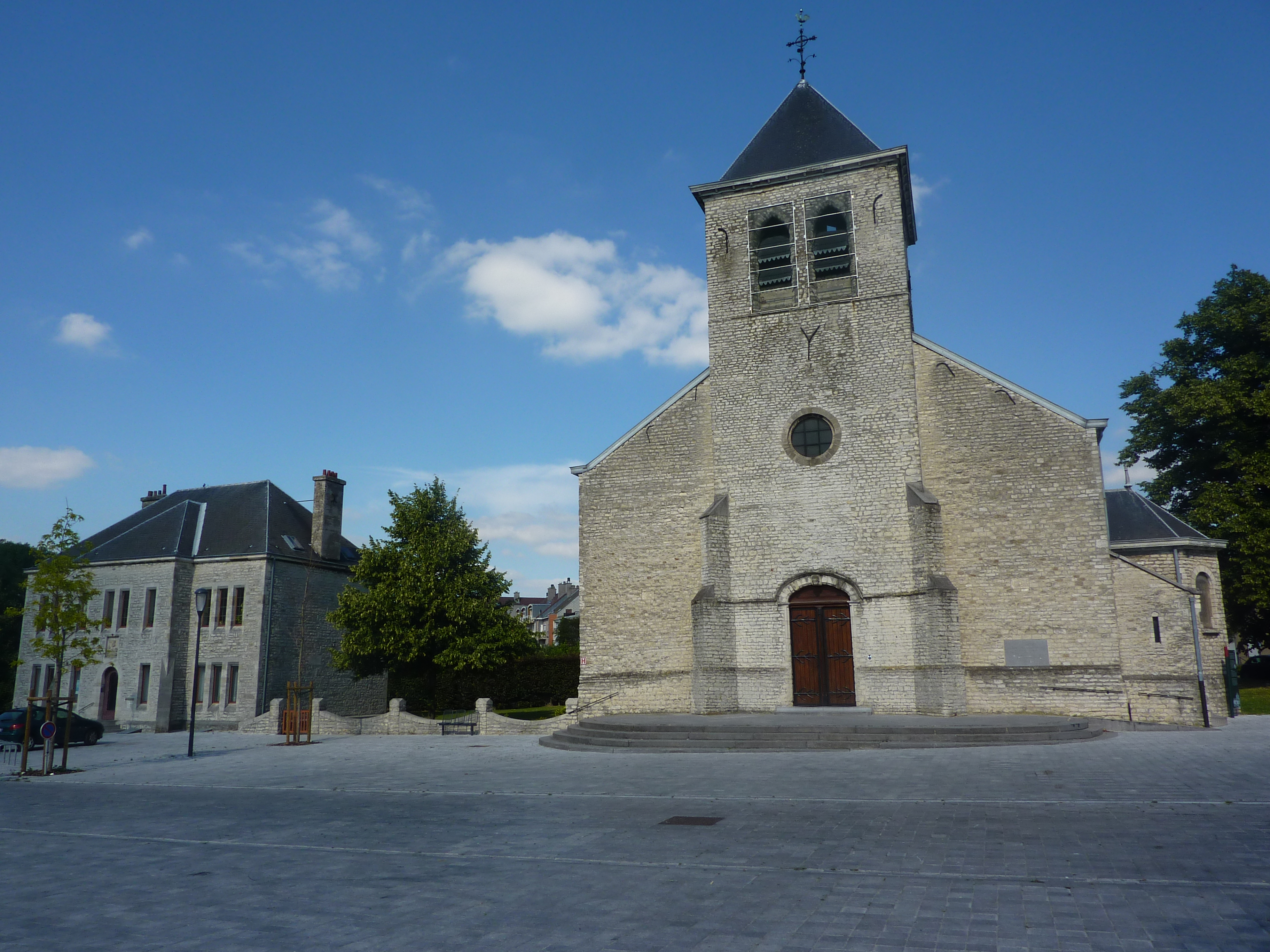
La place et l'église Saint-Vincent

- rue Saint-Joseph
- place Saint-Vincent
- rue Saint-Vincent
- avenue de Schiphol
- rue Arnold Sohie
- rue de Strasbourg (aussi Haren)
- rue Stroobants
- rue Édouard Stuckens

## T

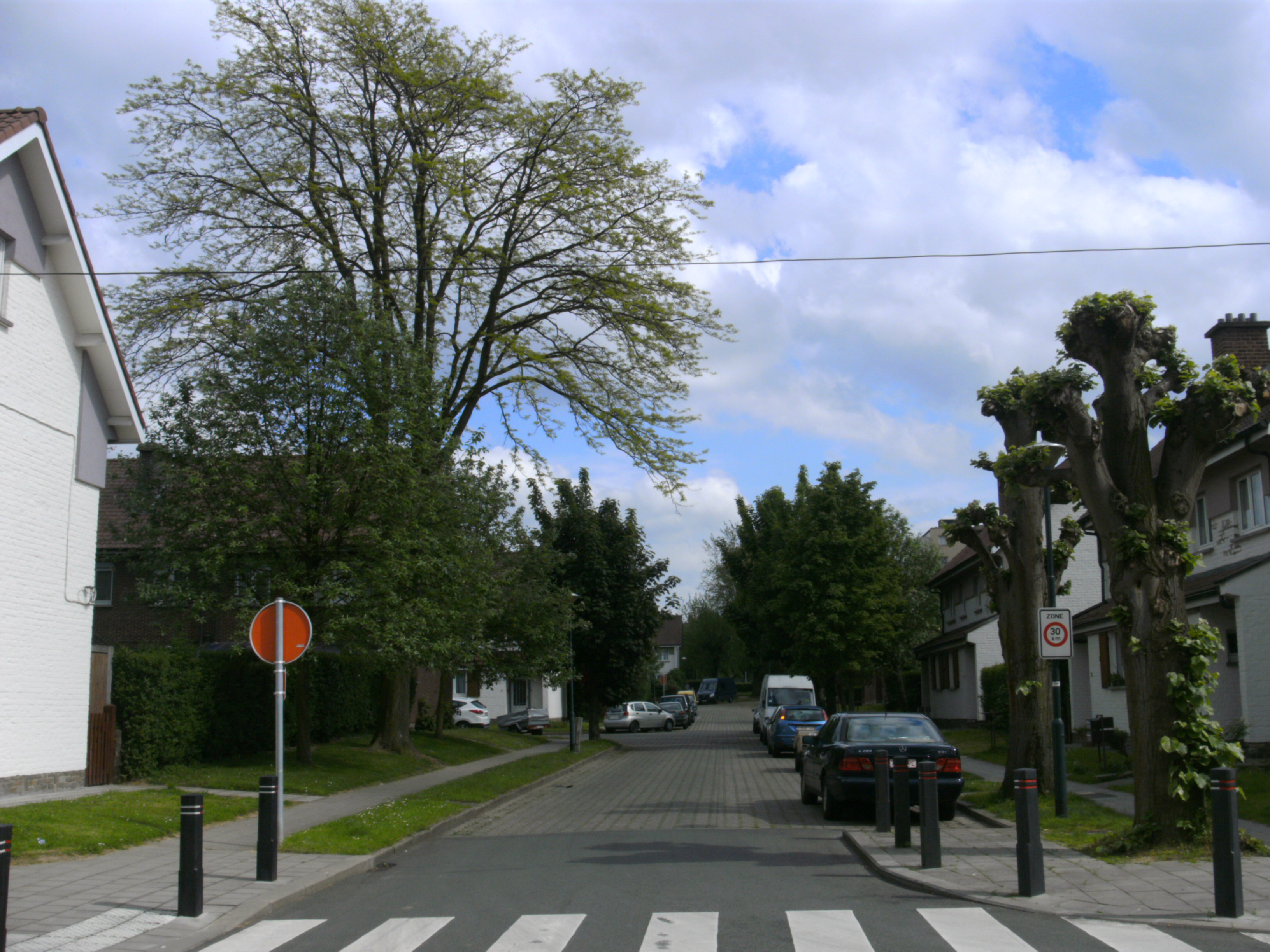
L'avenue du Tornooiveld

- chemin Tibout
- rue du Tilleul (aussi Schaerbeek)
- avenue du Tornooiveld
- Tuinbouw

## U
- rue Maurice Utrillo

## V
- rue François Van Assche
- rue Louis Van Boeckel
- rue François Van Cutsem
- avenue Vincent Van Gogh
- rue Henri Van Hamme
- rue Hubert Van Hoorde
- rue Guillaume Van Laethem
- avenue Guillaume Van Leeuw
- rue Henri Van Nerom
- rue Pierre Van Obberghen
- rue Willebrord Van Perck
- rue Jan Van Ruusbroeck
- rue Van Waeyenbergh
- rue Alphonse Vande Maele
- rue Alphonse Vanden Bossche
- rue Laurent Vandenhoven
- avenue du V-Day
- rue de Verdun
- rue Frans Verdonck
- avenue Auguste Vermeylen
- rue Hugo Verriest
- avenue François Villon
- promenade Pierre Louis Vrijdags

## W
- rue Walkiers (aussi Schaerbeek)

## Z
- rue de Zaventem

- Haut – A
- B
- C
- D
- E
- F
- G
- H
- I
- J
- K
- L
- M
- N
- O
- P
- Q
- R
- S
- T
- U
- V
- W
- X
- Y
- Z